# Articulation atlanto-axoïdienne latérale
Les articulations atlanto-axoïdiennes latérales (ou articulations atloïdo-axoïdiennes) sont deux articulations constitutives de l'articulation atlanto-axoïdienne entre l'atlas et l'axis.

## Description
Les articulations atlanto-axoïdiennes latérales sont des articulations synoviales planes (arthrodies).
Elles unissent les faces inférieures des masses latérales de l'atlas aux surfaces articulaires latérales de l'axis.